# Lookin' to Get Out
Pour plus de détails, voir Fiche technique et Distribution.
Lookin' to Get Out est un film américain réalisé par Hal Ashby, sorti en 1982.

## Synopsis
Alex Kovac, qui joue au poker à New York, donne 10 000 $ aux joueurs Joey et Harry qu'il ne peut pas rembourser. Alex persuade son ami Jerry Feldman de monter dans un avion pour Las Vegas avec lui et d'essayer de gagner 10 000 $ pour rembourser sa dette.
En découvrant que Jerry Feldman, du même nom, est un habitué du casino, Jerry reçoit une compensation de 10 000 $ du casino, sans poser de questions. Une chambre et d'autres avantages sont inclus dans la compensation. Un serveur nommé Smitty, une vieille connaissance d'Alex, est un expert en comptage de cartes, il est donc misé sur une partie de blackjack à limite élevée par les gars.

## Fiche technique
- Titre : Lookin' to Get Out
- Réalisation : Hal Ashby
- Scénario : Al Schwartz (en) et Jon Voight
- Photographie : Haskell Wexler
- Musique : Miles Goodman et Johnny Mandel
- Montage : Robert C. Jones et autres
- Production : Andrew Braunsberg, Robert Schaffel et Edward Teets
- Pays d'origine : États-Unis
- Genre : comédie
- Date de sortie : 1982

## Distribution
- Jon Voight : Alex Kovac
- Ann-Margret : Patti Warner
- Burt Young : Jerry Feldman
- Bert Remsen : Smitty
- Jude Farese : Harry
- Allen Keller : Joey
- Richard Bradford : Bernie Gold
- Marcheline Bertrand : la fille dans la jeep
- Clyde Kusatsu : le gardien de parking
- Siegfried & Roy : les magiciens
- Angelina Jolie : Tosh
- Jack Andreozzi (non crédité)
- Hal Ashby : l'homme parlant à la télévision (non crédité)